# Football Club Midtjylland
El Football Club Midtjylland es un equipo de fútbol de Dinamarca, situado en la ciudad de Herning de la región de Jutlandia Central. Fue fundado en 1999 a partir de la fusión de dos clubes y juega en la máxima categoría de su país, la Superliga Danesa.

## Historia
El FC Midtjylland nace en 1999 a partir de la fusión de dos equipos de la región, el Herning Fremad (fundado en 1918) y el Ikast FS (fundado en 1935). El nuevo club tomó la plaza del Ikast FS en la Primera División (Segunda división) y en su año de debut consiguió el ascenso como equipo líder a la máxima categoría nacional. Un año después el club quedaría cuarto y se clasificaría por primera vez para disputar la Copa UEFA.
Tras conseguir ser finalistas 2 veces de la Copa de Dinamarca en 2003 y 2005, el club se consolidó como uno de los principales equipos de Dinamarca tras terminar segundos durante 2 temporadas consecutivas de la SAS Ligaen, en 2007 y 2008. Actualmente el equipo ha ampliado su capital económico para ponerse al nivel de los clubes importantes de Dinamarca como el FC Copenhague o el Brondby IF. En la temporada 2020-21 consigue clasificarse para la fase de grupos de la Liga de Campeones.
El FC Midtjylland fue uno de los primeros clubes de Dinamarca en tener una escuela deportiva para niños, en la que se ayudaban a chicos de países africanos. Aunque la medida fue criticada desde algunas instituciones, el club afirmó que cumplía a rajatabla los convenios con la Asociación de fútbol danesa y el Gobierno de su país, así como una vocación educacional por encima de la deportiva.

## Uniforme
- Uniforme local: Camiseta negra con lateral rojo, pantalón negro y medias blancas.
- Uniforme alternativo: Camiseta blanca con lateral negro, pantalón blanco y medias blancas.

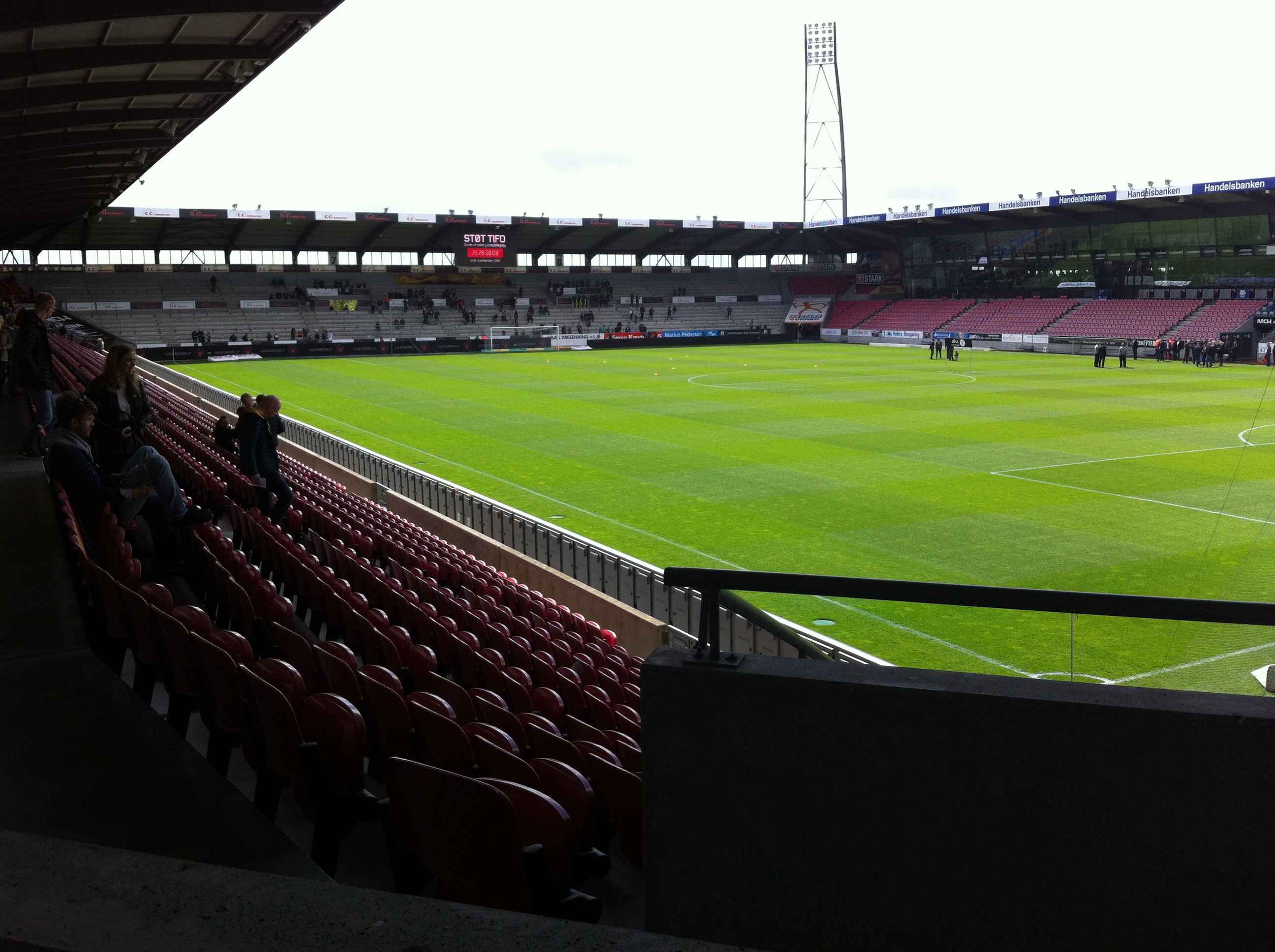
El MCH Arena.

## Estadio
El equipo disputa sus partidos como local en el MCH Arena, conocido popularmente como La cueva de los lobos (Ulvegrotten). Tiene capacidad para 12.000 personas, césped natural y gradas cubiertas.
El campo se inauguró en el año 2004 con un partido frente al FC Copenhague, que el Midtjylland venció por 6 a 0.

## Palmarés
- Superliga de Dinamarca (4): 2014-15, 2017-18, 2019-20, 2023-24.
- Primera División de Dinamarca (1): 1999-2000.
- Copa de Dinamarca (2): 2018-19, 2021-22.

## Entrenadores
- Ove Pedersen (julio de 1999 – 30 de junio de 2002)
- Troels Bech (julio de 2002 – diciembre de 2003)
- Erik Rasmussen (enero de 2004 – junio de 2008)
- Thomas Thomasberg (julio 2008 – 11 de agosto de 2009)
- Allan Kuhn (12 de agosto de 2009 – 15 de abril de 2011)
- Glen Riddersholm (16 de abril de 2011 – 25 de junio de 2015)
- Jess Thorup (12 de julio de 2015 – 8 de octubre de 2018)
- Kenneth Andersen (10 de octubre de 2018 – 19 de agosto de 2019)
- Brian Priske (19 de agosto de 2019 – 29 de mayo de 2021)
- Bo Henriksen (31 de mayo de 2021 – 28 de julio de 2022)
- Henrik Jensen (28 de julio de 2022 – 24 de agosto de 2022)
- Albert Capellas (24 de agosto de 2022 – 13 de marzo de 2023)
- Thomas Thomasberg (23 de marzo de 2023 – presente)

## Clubes afiliados
- FC Midtjylland Maamobi United
- FC Ebedei
- Dempo SC

## Participación en competiciones de la UEFA
| Competición UEFA | Competición UEFA              | Competición UEFA   | Competición UEFA    | Competición UEFA | Competición UEFA | Competición UEFA |
| Temporada        | Torneo                        | Ronda              | Club                | Casa             | Visita           | Global           |
| ---------------- | ----------------------------- | ------------------ | ------------------- | ---------------- | ---------------- | ---------------- |
| 2001–02          | UEFA Cup                      | Clasificatoria     | Glentoran           | 1–1              | 4–0              | 5–1              |
| 2001–02          | UEFA Cup                      | 1                  | Sporting Lisboa     | 0–3              | 2–3              | 2–6              |
| 2002–03          | UEFA Cup                      | Clasificatoria     | FK Pobeda           | 3–0              | 0–2              | 3–2              |
| 2002–03          | UEFA Cup                      | 1                  | NK Varteks Varaždin | 1–0              | 1–1              | 2–1              |
| 2002–03          | UEFA Cup                      | 2                  | Anderlecht          | 0–3              | 1–3              | 1–6              |
| 2005–06          | UEFA Cup                      | 1ª Clasificatoria  | B36 Tórshavn        | 2–1              | 2–2              | 4–3              |
| 2005–06          | UEFA Cup                      | 1                  | CSKA Moscow         | 1–3              | 1–3              | 2–6              |
| 2007–08          | UEFA Cup                      | 1ª Clasificatoria  | Keflavík ÍF         | 2–1              | 2–3              | 4–4 (a)          |
| 2007–08          | UEFA Cup                      | 2ª Clasificatoria  | FC Haka             | 5–2              | 2–1              | 7–3              |
| 2007–08          | UEFA Cup                      | 1                  | Lokomotiv Moscow    | 1–3              | 0–2              | 1–5              |
| 2008–09          | UEFA Cup                      | 1ª Clasificatoria  | Bangor City         | 4–0              | 6–1              | 10–1             |
| 2008–09          | UEFA Cup                      | 2ª Clasificatoria  | Manchester City     | 0–1 (a.e.t)      | 1–0              | 1–1 (2–4 p)      |
| 2011–12          | UEFA Europa League            | 2ª Clasificatoria  | The New Saints FC   | 5–2              | 3–1              | 8–3              |
| 2011–12          | UEFA Europa League            | 3ª Clasificatoria  | Vitória S.C.        | 0–0              | 1–2              | 1–2              |
| 2012–13          | UEFA Europa League            | Playoff            | BSC Young Boys      | 0–3              | 2–0              | 2–3              |
| 2014–15          | UEFA Europa League            | Playoff            | Panathinaikos       | 1–2              | 1–4              | 2–6              |
| 2015–16          | UEFA Champions League         | 2ª Clasificatoria  | Lincoln Red Imps    | 1–0              | 2–0              | 3–0              |
| 2015–16          | UEFA Champions League         | 3ª Clasificatoria  | APOEL               | 1–2              | 1–0              | 2–2 (a)          |
| 2015–16          | UEFA Europa League            | Playoff            | Southampton         | 1–0              | 1–1              | 2–1              |
| 2015–16          | UEFA Europa League            | Grupo D            | Napoli              | 1–4              | 0–5              | 2º Lugar         |
| 2015–16          | UEFA Europa League            | Grupo D            | Club Brugge         | 1–1              | 3–1              | 2º Lugar         |
| 2015–16          | UEFA Europa League            | Grupo D            | Legia Warsaw        | 1–0              | 0–1              | 2º Lugar         |
| 2015–16          | UEFA Europa League            | 1/32               | Manchester United   | 2–1              | 1–5              | 3–6              |
| 2016–17          | UEFA Europa League            | 1ª Clasificatoria  | Sūduva              | 1–0              | 1–0              | 2–0              |
| 2016–17          | UEFA Europa League            | 2ª Clasificatoria  | FC Vaduz            | 3–0              | 2–2              | 5–2              |
| 2016–17          | UEFA Europa League            | 3ª Clasificatoria  | Videoton            | 1–1 (a.e.t)      | 1–0              | 2–1              |
| 2016–17          | UEFA Europa League            | Playoff            | Osmanlıspor         | 0–1              | 0–2              | 0-3              |
| 2017–18          | UEFA Europa League            | 1ª Clasificatoria  | Derry City          | 6–1              | 4–1              | 10–2             |
| 2017–18          | UEFA Europa League            | 2ª Clasificatoria  | Ferencváros         | 3–1              | 4–2              | 7–3              |
| 2017–18          | UEFA Europa League            | 3ª Clasificatoria  | Arka Gdynia         | 2–1              | 2–3              | 4–4 (a)          |
| 2017–18          | UEFA Europa League            | Playoff            | Apollon Limassol    | 1–1              | 2–3              | 3–4              |
| 2018–19          | UEFA Champions League         | 2ª Clasificatoria  | Astana              | 0–0              | 1–2              | 1–2              |
| 2018–19          | UEFA Europa League            | 3ª Clasificatoria  | The New Saints      | 3–1              | 2–0              | 5–1              |
| 2018–19          | UEFA Europa League            | Play-off           | Malmö               | 0–2              | 2–2              | 2-4              |
| 2019–20          | UEFA Europa League            | 3ª Clasificatoria  | Rangers             | 2–4              | 1–3              | 3–7              |
| 2020–21          | UEFA Champions League         | 2ª Clasificatoria  | Ludogorets Razgrad  | –                | 1–0              | 1–0              |
| 2020–21          | UEFA Champions League         | 3ª Clasificatoria  | Young Boys          | 3–0              | –                | 3–0              |
| 2020–21          | UEFA Champions League         | Play-off           | Slavia Praga        | 4–1              | 0–0              | 4–1              |
| 2020–21          | UEFA Champions League         | Grupo D            | Atalanta            | 0–4              | 1–1              | 4º Lugar         |
| 2020–21          | UEFA Champions League         | Grupo D            | Liverpool           | 1–1              | 0–2              | 4º Lugar         |
| 2020–21          | UEFA Champions League         | Grupo D            | Ajax                | 1–2              | 1–3              | 4º Lugar         |
| 2021–22          | UEFA Champions League         | 2ª Clasificatoria  | Celtic              | 2–1              | 1–1              | 3–2 (t. s.)      |
| 2021–22          | UEFA Champions League         | 3ª Clasificatoria  | PSV                 | 0–1              | 0–3              | 0–4              |
| 2021–22          | UEFA Europa League            | Grupo F            | Ludogorets Razgrad  | 1–1              | 0–0              | 3° Lugar         |
| 2021–22          | UEFA Europa League            | Grupo F            | Braga               | 3–2              | 1–3              | 3° Lugar         |
| 2021–22          | UEFA Europa League            | Grupo F            | Estrella Roja       | 1–1              | 1–0              | 3° Lugar         |
| 2021–22          | UEFA Europa Conference League | Preliminar Octavos | PAOK                | 1–0              | 1–2              | 2–2 (3:5 pen.)   |
| 2022–23          | UEFA Champions League         | 2ª Clasificatoria  | AEK Larnaca         | 1–1              | 1–1 (aet)        | 2–2 (4–3 p)      |
| 2022–23          | UEFA Champions League         | 3ª Clasificatoria  | Benfica             | 1–3              | 1–4              | 2–7              |
| 2022–23          | UEFA Europa League            | Grupo F            | Lazio               | 5–1              | 1−2              | 2° Lugar         |
| 2022–23          | UEFA Europa League            | Grupo F            | Feyenoord           | 2−2              | 2−2              | 2° Lugar         |
| 2022–23          | UEFA Europa League            | Grupo F            | Sturm Graz          | 2−0              | 0–1              | 2° Lugar         |
| 2022–23          | UEFA Europa League            | Knockout Playoff   | Sporting CP         | 0–4              | 1–1              | 1–5              |
| 2023–24          | UEFA Europa Conference League | 2ª Clasificatoria  | Progrès Niederkorn  | 2−0              | 1–2 (aet)        | 3–2              |
| 2023–24          | UEFA Europa Conference League | 3ª Clasificatoria  | Omonia              | 5−1              | 0–1              | 5–2              |
| 2023–24          | UEFA Europa Conference League | Playoff            | Legia Warsaw        | 3–3              | 1–1 (aet)        | 4–4 (5–6 p)      |

### Royal League
| Ronda   | País    | Club        | Casa | Visita |
| ------- | ------- | ----------- | ---- | ------ |
| Grupo 1 | Suecia  | Hammarby IF | 4–1  | 2–2    |
| Grupo 1 | Noruega | Vålerenga   | 4–0  | 1–0    |
| Grupo 1 | Noruega | IK Start    | 1–1  | 1–1    |